# Стшегомяни
Стшегомяни (пол. Strzegomiany, нім. Striegelmühle) — село в Польщі, у гміні Собутка Вроцлавського повіту Нижньосілезького воєводства.
Населення — 398 осіб (2011).

## Демографія
Демографічна структура станом на 31 березня 2011 року:
|          | Загалом | Допрацездатний вік | Працездатний вік | Постпрацездатний вік |
| -------- | ------- | ------------------ | ---------------- | -------------------- |
| Чоловіки | 206     | 47                 | 140              | 19                   |
| Жінки    | 192     | 32                 | 125              | 35                   |
| Разом    | 398     | 79                 | 265              | 54                   |